# جیمز مکستون
جیمز مکستون (James Maxton) (زادهٔ ۲۲ ژوئن ۱۸۸۵ – درگذشتهٔ ۲۳ ژوئیه ۱۹۴۶)، یک سیاست‌مدار چپ‌گرای بریتانیایی و رهبر حزب مستقل کارگر بود. او یک صلح‌جو بوده و با هر دو جنگ جهانی مخالف بود. او که یکی از طرف‌داران شناخته شده حاکمیت داخلی اسکاتلند بود، از وی به عنوان یکی از شخصیت‌های برجسته در عصر کلایدساید سرخ (Red Clydeside) یادآوری می‌گردد. او با رمزی مک‌دونالد و حکومت کارگرِ اقلیت دوم مک‌دونالد قطع رابطه نموده و به یکی از منتقدان شدید وی مبدل شد. به عنوان رهبر حزب مستقل کارگر (ILP)، او این حزب را در ۱۹۳۲ میلادی از حزب اصلی کارگر مستقل اعلام کرد. پس از آن، او به یک دگراندیش مستقل خارج از سیاست‌های خط مقدم، مبدل شد.

## زندگی‌نامه

### سال‌های اولیه
جیمز مکستون در برگِ پولوکشاز (حالا بخشی از شهر گلاسگو) در ۱۸۸۵ متولد شده و فرزند دو معلم مدرسه بود. او نیز پس از پایان تحصیلات خود نخست در مدرسه پسرانه دستور زبان هاتچ‌سنز و بعداً در دانشگاه گلاسگو، وارد این حرفه شد.
هنگام حضور در دانشگاه گلاسگو، مکستون بیان داشت که علایق سیاسی وی به محافظه‌کاران بیشتر بود. با این حال، او به زودی به سوسیالیسم ملحق شده و در ۱۹۰۴ میلادی به شعبه بارهد حزب مستقل کارگر (ILP) پیوست. رفتن مکستون به‌سوی سوسیالیسم به‌شدت تحت تأثیر جان مک‌لین، یکی از دانشجویان در دانشگاه گلاسگو، قرار داشت. علاوه بر تأثیرگذاری مک‌لین، مکستون پس از شرکت در مجلسی که در پیزلی برگزار شده و رهبر حزب، فیلیپ اسنودن، در آن صحبت می‌کرد، به سمت سوسیالیسم کشانده شد. او همچنین تحت تأثیر کتاب‌های زیادی قرار گرفت، از جمله کتاب‌های توسط رابرت بلاتچ‌فورد و پتر کروپوتکین.
مکستون بعدها مدعی شد که بزرگ‌ترین چیزی که در تصمیم او مبنی بر سوسیالیست شدن تأثیرگذار بود، فقر طاقت‌فرسای بود که بیشتر شاگردانی که او آن‌ها را تدریس می‌کرد، تجربه می‌کردند. متعاقب آن، او تمامی برادران و خواهران خود را تشویق نمود تا به حزب مستقل کارگر بپیوندند و خواهر وی، انی یکی از شخصیت‌های برجسته این سازمان شد.
از ۱۹۰۶ تا ۱۹۱۰ میلادی، مکستون در اتحادیه مدیران مدرسه فعال بود، جای که استعداد خود به عنوان یک مبلغ و سخنران را پالایش نمود.

### حرفه سیاسی
مکستون به عنوان یک سخنران عمومی تأثیرگذار شناخته می‌شود. مورخ رابرت کیت میدل‌ماس این توصیف واضح و روشن را از وی ارایه داد:
او یک سخنور شناخته شده بوده و چهره نازک و تز و موهای دراز و سیاه که روی چهره‌اش می‌افتاد، به او ظاهر عبوس و دزد دریایی گونه می‌داد، گرچه او یک سخنور و مبلغ شناخته شده برای حزب مستقل کار گرد بود، اما ذکاوت شگرف وی تا حدی توسط فعالیت‌های نمایشی، مستور مانده بود. قهرمان-پرستی واقعی که در پیرامون وی رو به افزایش بود، به هموطنان وی از بارهد محدود می‌شد، جای که شعبه حزب مستقل کارگر به ملک شخصی وی مبدل شده بود.
مکستون مخالف پر غوغای جنگ جهانی اول بود. او یکی از مخالفان خدمت سربازی بوده و خدمت اجباری در ارتش را رد کرد، در عوض به او در کشتی‌های ته پهن کار داده شد. در همین مدت، او به عنوان بخشی از کمیته کارگران کلاید، در شکل‌دهی اعتراض‌های دخیل بود. مکستون در ۱۹۱۶ میلادی دستگیر گردیده و متهم به آشوب‌انگیزی شد. متعاقب آن، او مجرم شناخته شده و برای یک سال زندانی گردید.
در ۱۹۱۸ میلادی، مکستون در شورای ملی حزب کارگر انتخاب گردید. او و رمزی مک‌دونالد مسئولیت پیش‌برد کمیته اجرائی ملی حزب کارگر را بر عهده داشتند، این کمیته به صراحت بیان نمود که اعضای کارگر که در دولت ائتلافی زمان جنگ شرکت داشتند باید جهت آماده شدن برای انتخابات سراسری ۱۹۱۸ از حکومت استعفا دهند. او همچنین یکی از حامیان شدید حاکمیت داخلی اسکاتلند بوده و برای مدتی رئیس انجمن حاکمیت داخلی اسکاتلند را بر عهده داشت، زمانی که مک‌دونالد مسئول شعبه لندن بود.
مکستون در انتخابات سراسری ۱۹۱۸ میلادی خود را از طرف حزب کارگر برای ورود به پارلمان نامزد کرد، اما در نخستین تلاش خود با شکست مواجه شد.
مکستون در تلاش انتخاباتی دوم خود موفق گردیده و برنده کرسی پارلمانی از حوزه انتخابیه گلاسگو بریج‌تون در انتخابات سراسری ۱۹۲۲ شد. اما، با ورود به پارلمان، نظریات صریح مکستون اغلب موجب مناقشه می‌شد. در ۱۹۲۳ میلادی، پس از تصمیم دولت مبنی بر متوقف کردن شیر به شاگردان در مدرسه، او نماینده محافظه‌کار پارلمان، سِر فردریک بانبوری را یک «قاتل» خطاب کرد و در نتیجه امتیازات پارلمانی به‌طور موقت از وی گرفته شد. در ۱۹۳۳ میلاد، زمانی که نخست‌وزیر وقت بریتانیا، رمزی مک‌دونالد یک نطق پیچ و خم دار و نا منسجم به پارلمان ارایه می‌کرد، سخنرانی وی از سوی مکستون اخلال گردیده و با صدای بلند گفت: «بنشین مرد، تو یک تراژدی لعنتی هستی».
مکستون از ۱۹۲۶ تا ۱۹۳۱ و بعداً از ۱۹۳۴ تا ۱۹۳۹ رئیس حزب مستقل کارگر بود؛ پس از جدایی این حزب از حزب کارگر در ۱۹۳۲ میلادی، او معمولاً به عنوان نماد حزب مستقل کارگر دیده می‌شود. به عنوان یک سوسیالیست مبارز، او پس از شکست اعتصاب عمومی ۱۹۲۶ از وجود همکاری با دشمن طبقه‌ای در کنگره اتحادیه تجاری وحشت‌زده شده بود و در ۱۹۲۸ میلادی کتابی را تحت عنوان «مانفیست کوک-مکستون» به‌طور مشترک با رهبر معدن‌چیان چپ‌گرا، آرتور کوک نوشت و فراخوانی به مبارزه طبقاتی برای دور انداختن سرمایه‌داری داد.
در ۱۹۲۷ میلادی مکستون در جلسه شورای عمومی لیگ مبارزه با امپریالیسم در بروکسل، به عنوان رئیس بین‌المللی این لیگ انتخاب گردید؛ او در کنفرانس ۱۹۲۹ این لیگ در فرانکفورت، مجدداً در این سمت انتخاب شد.
در ۱۹۳۲ میلادی، ماکستون یک زندگی‌نامه مردم‌پسند از رهبر بلشویک، ولادیمیر اولیانوف لنین منتشر کرده و در مورد او نوشت: «ما از نظر زمان به [لنین] بسیار قریب هستیم، بسیار نزدیک به اتفاقاتی هستیم که در کار وی مهم بودند، به شدت تحت تأثیر بیزاری‌ها یا هم‌دلی‌های تعصب‌آمیز استیم تا بتوانیم ارزیابی‌های نهایی را رقم بزنیم. هنوز گفتن این ممکن نیست که روسیه در عمل به دولت آرمان‌شهری غنا، آزادی و خوشحالی دست یافته‌است و همچنین نمی‌توانیم بگوییم که سایر کشورها نمی‌توانند با استفاده از روش‌های سریع‌تر و کم‌تر ناملایم، به یک حالت بهتر دست پیدا کنند. مگر گفته می‌توانیم که این مرد خموش، فروتن و نه چندان گیرا، زمانی که هنوز نوجوان بود، برای خود تکلیفی بسا بزرگ تعیین کرد و تا پایان زندگی خود نسبت به آن محکم ایستاد».
در ۱۹۳۶ میلادی، پس از کناره‌گیری ادوارد هشتم، مکستون یک «تعدیل جمهوری‌خواهی» در این لایحه کناره‌گیری پیشنهاد کرد که انگلستان را از پادشاهی به جمهوری تغییر می‌داد. مکستون استدلال نمود که هرچند در گذشته پادشاهی به بریتانیا مفید واقع شده‌است، اما حالا دیگر «سودمندی خود را از دست داده‌است». این تعدیل با ۴۰۳ رأی مخالف و ۵ رأی موافق، شکست خورد.
سر رالف گلین در خاطرات ۳ سپتامبر ۱۹۳۹ خود نوشته‌است که «جیمز مکستون صلح‌جو، قرمز، نحیف و سواری از آخرالزمان که در چهره وی قیامت نوشته شده‌است» و اظهار داشت، «نگذارید ما در مورد افتخار ملی صحبت کنیم: این عبارات چه معنی دارند؟ حقیقت ساده این است که جنگ به معنی سلاخی میلیون‌ها نفر است. اگر نخست‌وزیر هنوز هم می‌تواند صلح را حفظ کند، بدین معنی است که او این زندگی‌ها را نجات می‌دهد، نباید باعث شتاب او شویم».
در جریان جنگ جهانی دوم، مکستون برای دیدار با آسوالد ماسلی، رهبر اتحادیه فاشیست‌های بریتانیا که در آن زمان طبق قواعد دفاعی تحت توقیف قرار داشت، به زندان بریکستون رفت.
در ۲۹ ژانویه ۱۹۴۲، مکستون از میان ۴۶۵ عضو مجلس عوام بریتانیا، تنها نماینده‌ای بود که به حکومت دوران جنگ وینستون چرچیل رأی اعتماد نداد.

### مرگ و میراث
مکستون در ۱۹۴۶ میلادی، زمانی که هنوز نمایندهٔ بریج‌تون در پارلمان بریتانیا بود، درگذشت. حزب مستقل کارگر پس از مرگ وی غیرفعال شده و در نهایت فعالیت خود را به عنوان یک حزب سیاسی مستقل متوقف کرد.
مکستون، چه در درون و چه در بیرون مجلس عوام، یکی از بزرگ‌ترین سخنرانان زمان محسوب می‌گردید. چرچیل، در حالی‌که نظریات سیاسی وی به‌طور کامل با نظریات سیاسی مکستون ناسازگار بود، او را به عنوان «بزرگ‌ترین عضو پارلمان عصر خود» توصیف کرد. زندگی‌نامه‌نویس وی، گراهام واکر می‌گوید:
مکستون یکی از پُر جذبه‌ترین شخصیت‌ها در حیات سیاسی قرن بیستم بریتانیا بود. او اساساً یک بنیادگرای اسکاتلندی بود که مهارت‌هایش در تبلیغ برای گسترده‌تر ساختن جنبش کارگر بریتانیا، لقب قهرمان مردم را در میان حلقه‌های سوسیالستی برای وی به ارمغان آورده بود.